# Undercurrent
Undercurrent (br: Correntes Ocultas) é um filme estadunidense de 1946, do gênero Film noir, dirigido por Vincente Minnelli. 

## Sinopse
A jovem Ann começa a suspeitar que seu marido é na verdade um psicopata que pretende matá-la.

## Elenco
- Katharine Hepburn ...  Ann Hamilton
- Robert Taylor     ...  Alan Garroway
- Robert Mitchum    ...  Michael Garroway
- Edmund Gwenn      ...  Prof. 'Dink' Hamilton